# Liquidation forcée des positions courtes
 (avril 2016).
Si vous disposez d'ouvrages ou d'articles de référence ou si vous connaissez des sites web de qualité traitant du thème abordé ici, merci de compléter l'article en donnant les références utiles à sa vérifiabilité et en les liant à la section « Notes et références ».

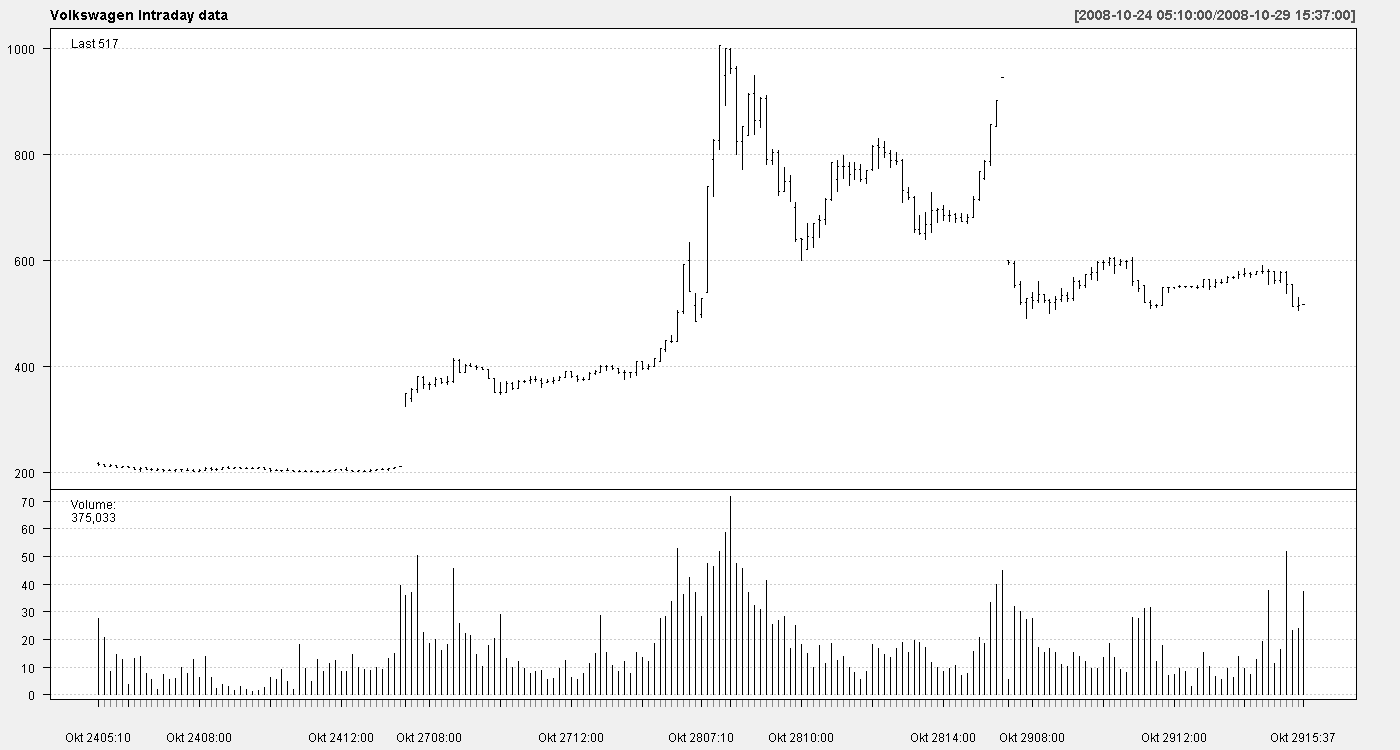
Graphique montrant le mouvement des prix et le volume pendant la vente à découvert des actions Volkswagen en 2008.

Une liquidation forcée des positions courtes (short squeeze en anglais) désigne la période pendant laquelle des investisseurs sont forcés d'acheter un titre pour couvrir une position courte. La hausse rapide de la demande pour l'actif fait monter son cours et provoque une boucle rétro-active qui incite tous les spéculateurs à solder leurs positions courtes.
Ces périodes de liquidations forcées peuvent être déclenchée par les appels de marge ou, plus généralement, lorsque les spéculateurs décident de liquider leurs positions pour limiter le risque, quitte à encaisser des pertes substantielles.
Ce phénomène concerne surtout des actifs à petites capitalisations boursières et au flottant limité, mais il peut aussi se produire sur des grandes capitalisations comme en octobre 2008, lorsqu'une liquidation massive des actions Volkswagen sur le Xetra DAX a fait grimper le titre de 210,85 € à plus de 1 000 € en deux jours, faisant brièvement du fabricant automobile l'entreprise cotée la plus chère au monde,.
Une liquidation forcée peut aussi s'appliquer à des positions longues, ce qui se traduit alors par une baisse significative du cours de l'actif sous-jacent.

## Cible
Les actions ciblées pour une liquidation forcée sont souvent les titres ayant un volume d’actions flottantes et une capitalisation boursière relativement bas. Un volume important de positions courtes pour un titre négociable est aussi un critère important en raison de l’effet domino qu’il entraine lors de la couverture de positions de vente a découvert. De plus, des options d’achat à un prix d’exercice élevé par rapport au prix courant sont très recherchées pour leur prix relativement bas face à l’impact important qu’ils ont durant la liquidation forcée.

## Exemple de liquidation forcée
Supposons une compagnie fictive MedicaXYZ qui annonce ses résultats grandement attendus d’une demande d’approbation auprès de la Food and Drugs Administration dans quelques jours. Un groupe d’investisseurs sceptique de voir un résultat positif décident d’ouvrir des positions « short » en prévision d’une baisse considérable du prix de l’action. Si 3 millions d’actions pour un volume d’actions flottantes de 10 millions sont vendues à découvert, le taux de vente à découvert devient alors très élevé. En effet, cela signifie que 33% du volume total d’action accessible au public sont des positions courtes. Celles-ci devront être rachetées si le cours du titre connait une hausse. Si 500,000 actions sont négociées chaque jour en moyennes pour le titre MedicaXYZ, le short interest ratio, ou « days to cover » est de 6 car le volume de ventes à découvert équivaut à 6x le volume moyen négocié. 6 jours seront donc nécessaires afin que toutes positions courtes soient rachetées au marché. Supposons que les résultats de MedicaXYZ sont positifs, une horde d’investisseurs se précipitent alors pour acheter ses actions pour son futur prometteur. La valeur de l’action passe donc de $10 à $12. Les investisseurs qui possèdent des positions de ventes à découvert ou « short positons » décident de racheter le titre de MedicaXYZ afin de couvrir et limiter leurs pertes. Ainsi, le rachat d’actions, qui se produit sur plusieurs jours, fait grimper la valeur de l’action jusqu’à $17 créant une liquidation forcée.
En janvier 2021, le cours de l'action Gamestop connaît une brusque augmentation. Certains articles de presse le présentent comme une liquidation forcée des positions courtes massive sous l'impulsion du subreddit WallStreetBets,, ; toutefois, le rapport de la SEC (U.S. Securities and Exchange Commission) estime qu'il ne s'agit pas d'un cas de "short squeeze" et que d'autres facteurs expliquent la hausse du prix, même si l'ampleur exceptionnelle des positions courtes contre Gamestop a joué un rôle .